# اللجمه السفلى (ردفان)

تعديل مصدري - تعديل

اللجمه السفلى هي إحدى قرى عزلة الحبيلين بمديرية ردفان التابعة لمحافظة لحج، بلغ تعداد سكانها 135 نسمة حسب تعداد اليمن لعام 2004.